# Niagara (film)
Niagara este un film american din 1953 care a fost regizat de Henry Hathaway.

## Acțiune
Filmul abordează o temă dramatică de genul film erotic. Familiile Cutlers și  Loomis, cu câțiva ani după căsătorie fac călătoria de nuntă la cascada Niagara. Rose se preface că-și face probleme, din cauza soțului ei care suferă psihic de pe timpul când a fost soldat în războiul corean. În realitate ea plănuiește în taină cu amantul ei Ted, să-și ucidă soțul. Filmul o prezintă ca femeie fatală pe actrița Marilyn Monroe care joacă rolul rolul lui Rose Loomis. Trăsăturile erotice ale actriței sunt prezentate excelent de regizor în fața cascadei Niagara.

## Distribuție
- Marilyn Monroe: Rose Loomis
- Joseph Cotten: George Loomis
- Jean Peters: Polly Cutler
- Casey Adams: Ray Cutler
- Denis O’Dea: Inspektor Starkey
- Richard Allan: Ted Patrick
- Don Wilson: Mr. Kettering
- Lurene Tuttle: Mrs. Kettering
- Russel Collins: Mr. Qua
- Will Right: Bootsmann